# E-Ninja
e-Ninjaとは社団法人NinjaTAG協会が開発した光線を用いた競技である。

## 概要
レーザー手裏剣という手裏剣型のコントローラーで、受光センサー付きの鉢金部を狙うしくみである。

## レーザー手裏剣

### 手裏剣部
- 手の平でローラー(スライドスイッチ)を回しレーザー(赤外線)を発射する。(特許番号6516347)

### 鉢金部
手裏剣部から発射された赤外線を受光センサーで受け、当たった回数をヒットLEDに表示する。

## 競技の種類
以下は、社団法人NinjaTAG協会が公認した競技である。
- バトル ‐ 既定のフィールドで相手と1分3本勝負で戦う競技。
- 的当て ‐ 制限時間内に全ての的を射抜く競技。
- 早撃ち ‐ タイムトライアル方式で、すべての的を射抜くまでの時間を競う競技。